# Seebad Binz
Die Seebad Binz ist ein ehemaliges Fahrgastschiff, das 1957/1958 auf der VEB Schiffswerft „Edgar André“ in Magdeburg-Rothensee für die VEB Fahrgastschiffahrt „Weiße Flotte“ in Stralsund gebaut wurde.

## Geschichte
Die Seebad Binz wurde im April 1958 an die VEB Fahrgastschiffahrt „Weiße Flotte“ in Stralsund abgeliefert. Von 1960 bis 1969 wurde das Schiff von der Deutschen Reichsbahn zwischen Rostock und Gedser eingesetzt.
Nach der deutschen Wiedervereinigung wurde das Schiff außer Dienst gestellt und zunächst in Rostock aufgelegt. Im September 1994 wurde es verkauft. Das in Cori umbenannte Schiff bekam den Heimathafen Hamburg und wurde auch nach Hamburg überführt, lag dann aber weiter mehrere Jahre an verschiedenen Orten im Hamburger Hafen auf.
Nach dem Tod des Eigners wurde das Schiff 2010 in die Türkei verkauft, wegen Finanzproblemen aber nicht abgenommen. Im Oktober 2010 wurde das Schiff schließlich nach Belgien verkauft. Dort soll es unter seinem alten Namen Seebad Binz als Veranstaltungsschiff eingesetzt werden.

## Zwischenfall
Im August 1961 kam es an Bord des Schiffes zu einem Zwischenfall, in dessen Verlauf mehrere Personen verhaftet und zu teilweise mehrjährigen Haftstrafen verurteilt wurden. 
Das Schiff befand sich am 18. August, fünf Tage nach dem Beginn des Baus der Berliner Mauer, mit etwa 250 Personen an Bord auf einer Fahrt von Wolgast auf die Ostsee. Gefahren werden sollte die Route „Küste von Bornholm“. Nachdem sich allerdings das Wetter verschlechterte, entschied der Kapitän, die Fahrt vor der wettergeschützten Küste Rügens fortzusetzen. 
An Bord befanden sich auch zehn Mitglieder der Jungen Gemeinde Berlin-Schmöckwitz, die dem Kapitän eine Mitteilung schrieben, in der sie ihn ersuchten, die Fahrt nach Bornholm fortzusetzen. Der Kapitän informierte daraufhin über Rügen Radio die Deutsche Grenzpolizei und steuerte den Hafen von Saßnitz auf Rügen an. Dort wurde die Gruppe der Jungen Gemeinde verhaftet. Der Leiter der Gruppe, Dietrich Gerloff, und der Sohn des damaligen Schmöckwitzer Pfarrers, Jürgen Wiechert, wurden acht Tage später als „Rädelsführer“ zu je acht Jahren Freiheitsentzug verurteilt. Die anderen Jugendlichen der Gruppe erhielten Haftstrafen zwischen drei Monaten und zwei Jahren. Die beiden Hauptbeschuldigten wurden im Oktober 1963 von der Bundesrepublik Deutschland freigekauft.

## Technische Daten
Das Schiff wird von zwei Sechszylinder-Dieselmaschinen des Herstellers VEB Schwermaschinenbau Karl Liebknecht (Typ: SKL-6 NVD 36) mit 540 PS Leistung angetrieben. Es erreicht damit eine Geschwindigkeit von bis zu 11 Knoten.